# Громадянська війна в Іракському Курдистані
Громадянська війна в Іракському Курдистані (курдською: Birakujî — братовбивство) — військовий конфлікт, що відбувався між курдськими партіями-конкурентами в Іракському Курдистані в середині 1990-их років. Протягом конфлікту в нього були вплуталися курдські партії з Ірану та Туреччини, а також військові сили Іраку, Ірану й Туреччини, з додатковими силами США.

## Історія конфлікту
Автономія Іракського Курдистану була оголошена в 1970 році під ім'ям «Курдського Автономного регіону» слідом за угодою про надання автономії між урядом Іраку та лідерами курдської громади. Законодавчі збори зібралися в місті Арбіл маючи теоретичну владу над мухафазами Ербілаі Сулейманії, населених курдами. Через продовження війни між курдськими сепаратистами і іракським урядом для забезпечення безпеки курдських біженців була прийнята резолюція 688 Радою Безпеки ООН, яка дала визначення частки цього регіону як притулку, що охороняється американськими і британськими ВПС. Зона включала в себе Дахук і Ербіль, але Сулейманія і Кіркук були поза даних угод, що призвело до чергових сутичок між іракською армією і курдськими повстанцями. Незабаром після досягнення військового паритету, іракський уряд вивів у жовтні 1991 року свої військові та громадянські інституції з регіону. З цього моменту Іракський Курдистан став незалежний і перейшов на самоврядування з двома партіями — «Демократичною партією Курдистану» і «Патріотичним союзом Курдистану» — непідконтрольними Багдаду. Іракський Курдистан з цього моменту також створив свій прапор і гімн.
Перші вибори в парламент пройшли в 1992 році і його місце розташування було оголошено в Ербілі. Місця в ньому були розподілені порівну між Патріотичним союзом Курдистану Джалала Талабані і Курдською Демократичною партією Масуда Барзані.
Після відходу іракських військ була оголошена економічна блокада Курдистану, в основному у постачанні нафти і продовольства. Курдська автономія також постраждала від міжнародного ембарго, накладеного на всю іракську територію. Весь товарообмін між Курдистаном і зовнішнім світом відбувався за рахунок чорного ринку і обидві партії водили одна одну за ніс в пошуках контролю над шляхами контрабанди.

## Початок конфлікту (1994)
Збройний конфлікт між ними розпочався у травні 1994 року, закінчившись загибеллю близько 300 осіб. Протягом наступного року, близько 2 тисяч людей з обох сторін були вбиті. За словами агента ЦРУ Роберта Баєра, іранські вартові ісламської революції чинили помірну підтримку КДП і дозволяли їй виконувати атаки з території Ірану.

## Атака на Саддама (1995)
В січні 1995 року офіцер ЦРУ, Роберт Баєр, відправився в північну частину Іраку з командою, що складалася з п'яти осіб, для створення станції ЦРУ. Він вступив у контакт з курдським керівництвом і зумів домовитися про перемир'я між Барзані і Талабані.
Протягом декількох днів, Баєр налагодив зв'язок з іракським генералом, який полягав у змові щодо вбивства Саддама Хусейна. Його план полягає у використанні відділення з 100 іракських перебіжчиків, щоб вбити Саддама, коли він буде проїжджати по мосту поруч з Тікритом. Баєр телеграфував про план у Вашингтон, але відповіді не послідувало. Через три тижні, план був переглянутий, закликаючи до нападу курдських сил на півночі Іраку, в той час як іракські повстанці знищать один з будинків Саддама з допомогою танка, щоб убити іракського лідера. Баєр знову телеграфував план у Вашингтон і, знову, не отримав відповіді. У той же час, 28 лютого іракська армія була переведена в повну боєготовність. У відповідь на цей крок, іранські та турецькі війська також були приведені в стан підвищеної боєготовності. Баєр отримав повідомлення безпосередньо від радника з національної безпеки Тоні Лейка повідомив, що його операція піддається небезпеці. Дане попередження було передано через курдських і іракських союзників і, отримавши цю інформацію, Барзані відмовився від запланованої атаки, залишивши силам Талабані діяти поодинці.
Іракські офіцери, які планували вбити Саддама з танка були розкриті, арештовані і страчені, перш ніж змогли привести свій план в дію. Атака ПСК почалася як було заплановано, і, протягом декількох днів, їм вдалося знищити три іракських дивізії і захопити 5000 полонених. Незважаючи на прохання Баєра про американську підтримку наступу, вона не була надана, і курдські сили були змушені відступити. Баєр був негайно відкликаний з Іраку і коротко допитаний за спробу замаху на Саддама Хусейна. Пізніше він був виправданий.

## Відновлення боїв (1996)
Хоча курдський парламент саморозпустився в травні 1995 року, крихке перемир'я між ПСК і ДПК тривало до літа 1996 року. Талабані уклав союз з Іраном, і допоміг Ірану провести військове вторгнення в північний Ірак 28 липня, спрямоване проти Курдської демократичної партії Ірану.
Зіткнувшись з можливістю боротьби одночасно проти Ірану і ПСК, Масуд Барзані попросив про допомогу Саддама Хусейна. Бачачи можливість повернути північ Іраку Саддам погодився допомогти. 31 серпня 1996 року 30 000 іракських військових, очолюваних танковою дивізією Республіканської гвардії напали на Ербіль, контрольований ПСК, який охоронявся 3000 пешмергами ПСК на чолі з Корсат Расул Алі, спільно з силами ДПК. Ербіль був узятий і іракські війська розстріляли 700 захоплених солдатів ПСК і Іракського національного конгресу дисидентської групи в районі Ербіль.
Цей напад підтвердив американські побоювання, що Саддам «збирається запустити кампанію геноциду проти курдів», аналогічну в 1988 і 1991 роками. Цей крок також був явним порушенням Саддамом Резолюції 688 РБ ООН, заборонявшу репресії етнічних меншин Іраку. У відповідь на це, американські війська в регіоні запустили операцію «Буря в пустелі»: 3 вересня, американські кораблі і бомбардувальники Boeing B-52 Stratofortress запустили 27 крилатих ракет по іракським об'єктах ППО на півдні Іраку. Наступного дня, ще 17 крилатих ракет були запущені з американських судів по іракських ППО. Сполучені Штати також направило ударні літаки і авіаносець в регіон Перської затоки, а південна межа зони, забороненої для польотів іракських ВПС, була перенесена на північ до тридцять третьої паралелі.
Після встановлення контролю КДП в Ербілі, іракські війська були виведені з курдського регіону на вихідні позиції. КДП вигнало ПСК з інших, контрольованих партією місць, і з додатковою іракською допомогою захопили Сулейманію. Джалал Талабані і ПСК відступили до іранського кордону, і американські війська евакуювали 700 членів Іракського національного конгресу і 6 000 прозахідно налаштованих курдів з північного Іраку.

## Туреччина вступає у війну (1997)
Бої між КДП і ПСК продовжувалися протягом всієї зими. Ускладнило події знаходження анти-турецької Робочої партії Курдистану (РПК) в Іраку. Співпрацюючи з ПСК, РПК почала нападати на етнічних ассирійців. і громадян, які підтримували КДП. У відповідь на це турецькі війська почали в травні Операцію «Молот», намагаючись викорінити РПК з Північного Іраку. Ця операція викликала важкі втрати РПК, однак РПК продовжила свою активність в північному Іраку.
25 вересня турецькі війська знову вторглися в північний Ірак. У союзі з КДП вони атакували позиції ПСК і РПК з метою нав'язати перемир'я між партіями. Операція призвела до тяжких втрат серед РПК і початку переговорів між ПСК і КДП.
Незважаючи на перемир'я, бойові дії на лінії перемир'я поновилися в жовтні-листопаді. В цей раз у війні загинуло 1200 бійців з обох сторін і 10000 громадян стало біженцями. Тривале перемир'я було встановлено лише 24 листопада.

## Наслідки

Поділ Курдистану після громадянської війни

У вересні 1998 року Масуд Барзані і Джалал Талабані підписали мирний договір «Вашингтонську угоду» за посередництва США. В угоді, сторони домовилися поділити між собою доходи і владу, і дали заборону на використання північного Іраку РПК, і не дозволяти ввід іракських військ в курдські регіони. Сполучені Штати зобов'язалися використовувати військову силу для захисту курдів від можливої агресії з боку Саддама Хусейна. У той же час, реалізація плану ООН «Нафта в обмін на продовольство» принесла внесок в економіку північних районів Іраку, що дозволило збільшити там рівень життя. Іракський Курдистан став порівняно мирним регіоном, поки терористична група «Ансар аль-Іслам» не увійшла туди в грудні 2001 року, в результаті чого конфлікт відновився.
Приблизно через місяць, президент США Білл Клінтон, перетворив ноту про звільнення Іраку в закон, що передбачає військову допомогу іракським опозиційним групам, в тому числі ПСК і КДП.
За оцінками КДП, 58 тисяч його прихильників були вислані з регіонів, контрольованих ПСК з жовтня 1996 по жовтень 1997 року. ПСК стверджує цифру у 49 тисяч прихильників, виселених з ДПК-контрольованих регіонів з серпня 1996 року по грудень 1997 року.
ПСК і КДП пізніше співпрацювали з американськими військами у вторгненні коаліції країн в Ірак у 2003 році, пеленгуванні іракських сил з допомогою американських ВПС і завоювання більшої частини північного Іраку і, в тому числі, міст Кіркук і Мосул.
Після вторгнення, Масуд Барзані був обраний президентом Іракського Курдистану, а Джалал Талабані — президентом Іраку.